# سلطان الأول بن سيف اليعربي
سلطان بن سيف بن مالك اليعربي والمعروف بالإمام سلطان الأول بن سيف، هو ثاني الأئمة من دولة اليعاربة، ولد في عُمان عام 1600م، وبويع بالإمامة سنة 1050 هـ / 1649م بعد وفاة ابن عمه ناصر بن مرشد مؤسس دولة اليعاربة في عُمان، ومات على أرجح الأقوال سنة 1091هـ / 1679م.

## أعماله
حرر الإمام سلطان مسقط من حكم البرتغاليين، وطردهم من مطرح، وقاتلهم في البر والبحر، وتم تحرير أرض عُمان وإمارة ساحل عمان، وأراضي الخليج العربية إلى مدينة البصرة في العراق.
كما أنه حارب البرتغاليين في شرق أفريقيا، واستطاع أن يحرر مسقط من أيدي البرتغاليين حيث استولى قائده سعيد بن خليفة على قلعة الميراني المشهورة في مسقط، وفي عهده قويت الدولة العمانية حتى إنها شنت هجوماً على منطقة ديو قرب خليج بومباي بالهند عام 1670 عُرفت بمعركة ديو البحرية، وانتصر فيها الأسطول العماني على البرتغاليين في ديو والتي كانت من مراكز البرتغاليين في الشرق، وقام الإمام سلطان ببناء قلعة نزوى الشهيرة التي موَّل بناءها من الغنائم التي حملتها القوات العمانية من معركة ديو، وقد دام بناؤها حوالي 12 سنة، وهي تعدّ من الآثار التاريخية في عمان التي قام ببنائها الإمام سلطان بن سيف الأول.
تعرف قلعة نزوى بعلوها وحصانتها وموقعها حيث تتوسط مدينة نزوى وملاصقه لمركزها القديم، واستطاع أن يسترد سواحل عمان ما بين جلفار (رأس الخيمة) وظفار، ففي عام(1060هـ / 1650م) قام العمانيون بمهاجمة البرتغاليين في قاعدة ارتكازهم مسقط وبعد معركة بقيادة الإمام، فر من نجا منهم إلى سفنهم بعد أن أسر 700 بحارا برتغاليا، وساعد هذا النصرعلى حماسة العمانيين واوجد حالة من الاندفاع والثقة في النفس كان من نتيجتها ترنح البرتغاليين (سادة البحار الشرقية طوال أكثر من قرن من الزمن) وانهيارهم وفقدانهم لقواعدهم، وبروز عمان كدولة بحرية غرب المحيط الهندي، وساعد العمانيون في ذلك تسلحهم بنوع جديد من السفن الحربية الحديثة، وزيادة عدد وقوة المدافع فيها، وتخلوا إلى حد كبير عن سفنهم التقليدية واستخدموا سفنا كبيرة الحجم من الطراز الأوروبي، بني معظمها في الهند وزودت بالمدفعية الحديثة.
حرص الإمام سلطان الأول على توثيق صلاته مع العثمانيين والفرس وحكام شبه القارة الهندية. وعمل على تنشيط التجارة العمانية الخارجية فتمتعت البلاد خلال عهده باستقرار داخلي حتى وفاته. ومن المفيد أن نذكر بهذا الصدد بكتاب (سيرة الامام ناصر بن مرشد) للشيخ عبد الله بن خلفان المعروف بابن قيصر، وكتاب (دولة اليعاربة –عمان وشرق أفريقيا في الفترة من 1624-1741) لعائشة السيار.

## وفاته
توفي سنة 1679.

## الهوامش
1. 1 2  "متحف قوات السلطان المسلحة". مؤرشف من الأصل في 2023-06-24.
2. ↑  "عمان في عهد اليعاربة: الإمام العماني سلطان بن سيف بن مالك اليعربي (1600-1679) م، حياته وأعماله". مؤرشف من الأصل في 2022-12-22. اطلع عليه بتاريخ 2023-03-12.{{استشهاد ويب}}:  صيانة الاستشهاد: BOT: original URL status unknown (link)
3. 1 2  alwatan. "البحرية العُمانية في عهد الإمام سلطان بن سيف الأول (1649-1680م) - جريدة الوطن". alwatan.com. مؤرشف من الأصل في 2023-03-12. اطلع عليه بتاريخ 2022-12-20.
4. ↑  عمان في عهد اليعاربة: الإمام العماني سلطان بن سيف بن مالك اليعربي (1600-1679) م، حياته وأعماله. 2017. ISBN:978-977-354-465-2. مؤرشف من الأصل في 2022-12-22.
5. 1 2 3  "متحف قوات السلطان المسلحة". مؤرشف من الأصل في 2023-06-24.
6. ↑  انظر د. صالح محمد العابد ،الصراع البحري العماني - البرتغالي في الخليج، المعهد الدبلوماسي، وزارة الخارجية العمانية، محاضرات الدورة التاسعة 1994م
7. ↑  السعدون (2012). ص 193